# Rhaptonema cancellata
Rhaptonema cancellata är en tvåhjärtbladig växtart som beskrevs av John Miers. Rhaptonema cancellata ingår i släktet Rhaptonema och familjen Menispermaceae. Inga underarter finns listade i Catalogue of Life.